# Calamus pachypus
Calamus pachypus là loài thực vật có hoa thuộc họ Arecaceae. Loài này được W.J.Baker & al. mô tả khoa học đầu tiên năm 2003.